# دلسي رودريغيز
دلسي إلوينا رودريغيز غوميز (بالإسبانية: Delcy Rodríguez) (من مواليد 18 مايو 1969) هي سياسية فنزويلية تشغل منصب نائب رئيس فنزويلا من 14 يونيو 2018. كما كانت وزيرة السلطة الشعبية للاتصالات والإعلام في فنزويلا من 2013 إلى 2014، ووزيرة الخارجية من 2014 إلى 2017 ورئيسًا للجمعية الدستورية لفنزويلا من 4 أغسطس 2017 إلى 14 يونيو 2018. وهي هدف لعقوبات دولية متعددة.

## الجدل

### العقوبات

#### كندا
في 22 سبتمبر 2017 ، فرضت كندا عقوبات على رودريغيز بسبب انهيار النظام الدستوري الفنزويلي.

#### الاتحاد الأوروبي
بعد فترة وجيزة من تعيينها نائبة لرئيس فنزويلا، كانت رودريغيز واحدًا من بين 11 شخصًا عاقبهم الاتحاد الأوروبي في 25 يونيو 2018، وتم تجميد أصولها وتم إصدار حظر على السفر ضدها بعد. «تقويض الديمقراطية وسيادة القانون في فنزويلا».

#### سويسرا
عاقبت سويسرا رودريغيز في 10 يوليو 2018 بتجميد أصولها وفرض حظر على السفر لنفس الأسباب التي أطلقها الاتحاد الأوروبي.

#### الولايات المتحدة
في 25 سبتمبر 2018، فرضت الولايات المتحدة عقوبات على رودريغيز بسبب جهودها لتعزيز سلطة الرئيس مادورو في فنزويلا.

## أوسمة
في مايو 2016، سلمها وزير الخارجية الفلسطيني رياض المالكي نيابة عن الرئيس الفلسطيني محمود عباس وسام الاستحقاق والتميز.